# Ailes et îles
Albums de Gilles Servat
Je vous emporte dans mon cœur (35 ans - 35 titres)
(2006) C'est ça qu'on aime vivre avec
(2013)
Ailes et îles est le dix-neuvième album studio de Gilles Servat, paru en 2011 chez Coop Breizh.

## Présentation des chansons
C'est mon gars est dédiée à Edern Servat. Elle est interprétée sur une musique traditionnelle irlandaise Mo chile mear.
Je pense à toi je pense aux tiens est dédié à Roland Gauvin, voix acadienne, membre du groupe 1755, rencontré au Festival interceltique de Lorient.
Santa Barbara Bendita est dédiée à David Betchley, mineur gallois. Elle est chantée en version originale asturienne et évoque les risques et défauts de sécurité des mines au début des exploitations minières.
Gilles Servat a écrit Voici l'insouciance pour le conte irlandais « l’histoire du cochon de Mac Datho ».
Le cul cousu d'or est la traduction d’une chanson traditionnelle irlandaise The Wild Rover.
Kenavo Youenn vras s'adresse au "grand" Youenn Gwernig, disparu en 2006.
Conamara est le nom gaélique, donc le vrai nom, du Connemara.
La Manju de Chomi  est une chanson cachée qui n’est pas indiquée sur l’album. C’est La Jument de Michao chantée en verlan par Gilles Servat et Nicolas Quémener.

## Titres de l'album
1. C'est mon gars (Gilles Servat / musique traditionnelle irlandaise) - 3:47
2. Je pense à toi je pense aux tiens (Gilles Servat) - 3:17
3. Na gousk ket (Gilles Servat) - 3:04
4. Sur le front des bénévoles (Gilles Servat) - 3:21
5. Hiérarchies (Gilles Servat)  - 5:30
6. Santa Barbara Bendita (Traditionnel des Asturies) - 4:08
7. Le Nain Charmant (Gilles Servat) - 5:06
8. Voici l'insouciance (Gilles Servat)  - 4:00
9. La paroisse de Prêchi-Prêcha (Gilles Servat) - 4:33
10. Le cul cousu d'or (Gilles Servat / chanson traditionnelle irlandaise)   - 3:40
11. Kenavo Youenn Vras (Gilles Servat) - 3:37
12. Conamara (Gilles Servat) - 4:16
13. Toujours la mer nous unira (Gilles Servat) - 3:54
14. La Manju de Chomi (Tri Yann / Gilles Servat) - 1:56

## Musiciens

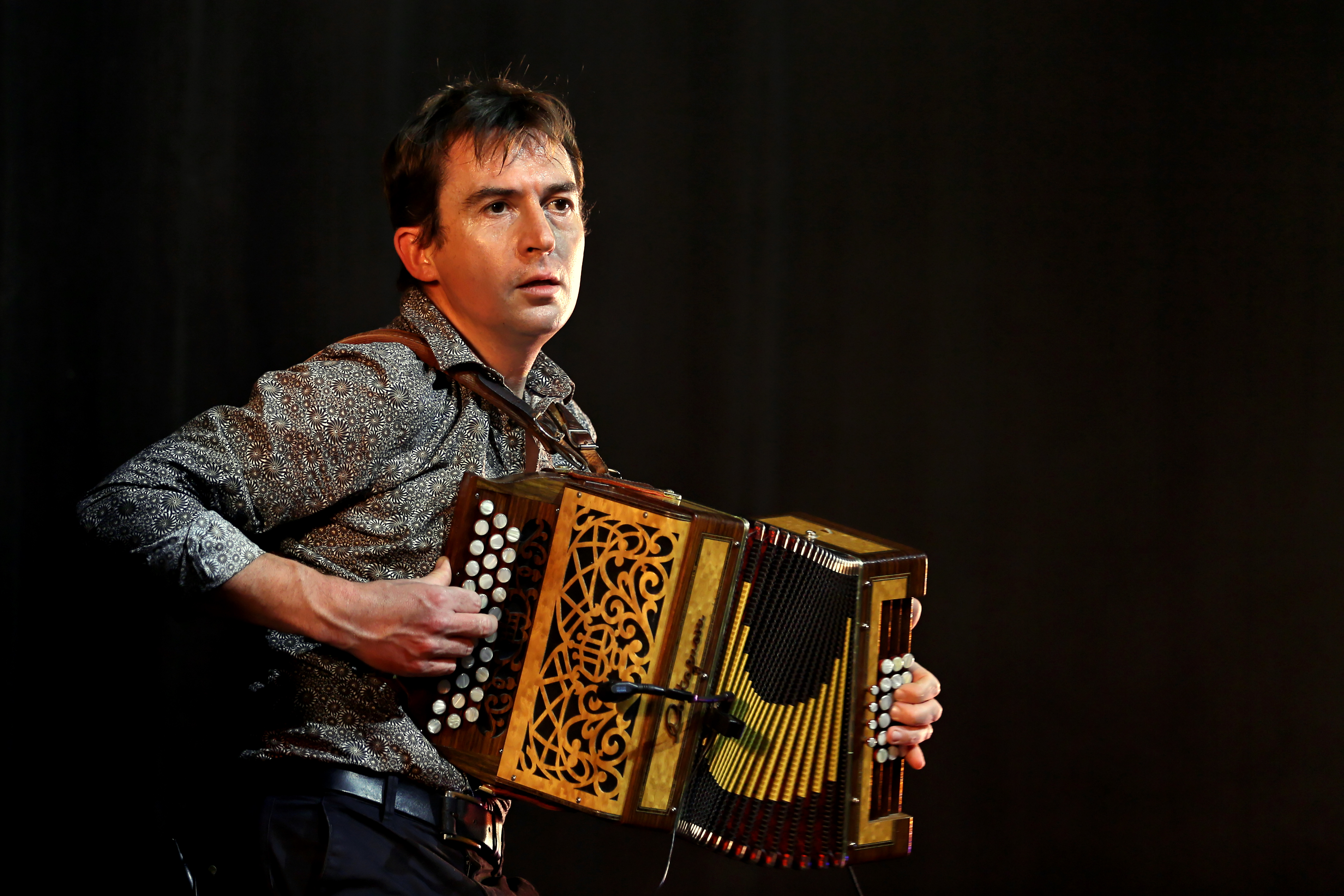
Yannig Noguet

- Nicolas Quémener, guitare et direction artistique
- Yannig Noguet, accordéon diatonique
- Hilaire Rama, basse électrique
- Philippe Turbin, claviers
- Ronan Pellen, cistre
- Edern Servat, guitare électrique
- Jean-Marie Nivaigne, batterie, percussions
- Arnaud Ciapolino, flûtes
- Jean-Michel Mahévas, cornemuse écossaise
- Christophe Mahévas, bombarde
- Freddy Bourgeois, Jean Chocun, Jean-Paul Corbineau, Gérard Goron et Jean-Louis Jossic, chœurs (avec Jean-Marie Renard dans Santa Barbara Bendita)

## Crédits
Production : Rozenn et Gilles Servat
Enregistré en avril et mai 2011 au studio Marzelle à Savenay par Pascal Mandin